# Acer caudatum
Acer caudatum é uma espécie de árvore do gênero Acer, pertencente à família Aceraceae.